# 川崎臨港警察署
川崎臨港警察署（かわさきりんこうけいさつしょ）は、神奈川県警察が管轄する警察署の一つである。
川崎市警察部隷下、第三方面に属する小規模警察署であり、署長は警視。識別章所属表示はSB。
古くからの労働者の町、今も下町情緒が色濃く残る川崎区の東側及び川崎臨海部工業地域一帯の治安を担っている。管内には朝鮮総連川崎支部や朝鮮学校も存在する。
管轄区域北側は、多摩川を挟んで東京都大田区と隣接しており、しばしば警視庁と相互の緊急配備や事件手配がなされ、その訓練等も行われる。
署の名称に「臨港」とあるが、当署は水上警察とは別である。
2022年現在、庁舎老朽化のため、建て替え計画が進行中。

## 所在地
- 川崎市川崎区池上新町2丁目17番14号

## 管轄区域
- 川崎市川崎区東部・扇島

## 沿革
- 1929年（昭和4年） - 横浜水上警察署出張所を開設。
- 1933年（昭和8年） - 臨港警部出張所に昇格。
- 1935年（昭和10年） - 川崎臨港警察署に改称。
- 1945年（昭和20年） - 戦災のため川崎警察署へ統合。
- 1948年（昭和23年）3月7日 - 警察法の公布に伴い、自治体警察として川崎市警察が発足。
- 1949年（昭和24年） - 川崎市臨港警察署を開設。
- 1954年（昭和29年）7月1日 - 警察法の改正に伴い、神奈川県臨港警察署となる。
- 1957年（昭和32年） - 神奈川県川崎臨港警察署に改称。

## 組織
- 署長（警視）
- 副署長（警視）
- 警務課 - 警務係、住民相談係、管理係
- 会計課 - 会計係
- 生活安全課 - 防犯少年係、経済保安係
- 地域課（警ら用無線自動車3台、小型警ら車2台） - 地域企画係、地域第一係、地域第二係、地域第三係
- 刑事課 - 強行犯係、盗犯係、鑑識係、知能暴力国際犯係、薬物銃器対策係
- 交通課 - 交通総務係、交通捜査係、交通指導係
- 警備課 - 公安係、外事係

（7課体制）
※「神奈川県警察の組織に関する規則（昭和44年3月31日、公安委員会規則第2号）」を参考にした。

## 交番
- 鋼管通交番　川崎区鋼管通2丁目3番7号- 隣接の交番と統合することにより、2024年3月末で廃止[1][2]。
- 浜町交番　川崎区浜町2丁目26番6号
- 出来野交番　川崎区大師河原2丁目3番16号
- 殿町交番　川崎区殿町3丁目25番8号

## 自動車ナンバー自動読取装置（Nシステム）
- 川崎区四谷上町（国道132号）
- 川崎区四谷下町（国道132号）
- 川崎区塩浜3丁目（国道132号）
- 川崎区夜光2丁目（国道132号）
- 川崎区大師河原1丁目（国道409号）
- 川崎区池上新町3丁目（県道6号）
- 川崎区浜町4丁目（県道6号）
- 川崎区鋼管通4丁目（一般市道）

## 主な重大事件・事故
- 昭和電工川崎工場爆発事故
- 必殺仕置人殺人事件
- 川崎市バッグ死体遺棄事件[3][4]